# 125 Liberatrix
Liberatrix /ˈlɪbəreɪtrɪks/ (định danh hành tinh vi hình: 125 Liberatrix) là một tiểu hành tinh ở vành đai chính thuộc loại quang phổ M, có bề mặt phản xạ ánh sáng tương đối tốt. Tên của nó cũng được dùng để đặt cho nhóm tiểu hành tinh Liberatrix.
Ngày 11 tháng 9 năm 1872, nhà thiên văn học người Pháp Prosper Henry phát hiện tiểu hành tinh Liberatrix khi ông thực hiện quan sát tại Đài thiên văn Paris. Một vài nguồn cho rằng do Paul Henry phát hiện. Prosper Henry và người anh Paul Henry đã phát hiện tổng cộng 14 tiểu hành tinh. Tên được đặt cho tiểu hành tinh này được cho là để đánh dấu ngày nước Pháp được giải phóng khỏi của Chiến tranh Pháp–Phổ năm 1870. Tên này cũng có thể để vinh danh vị tổng thống đầu tiên của Cộng hòa Pháp, người đã thu xếp một khoản vay để cho đoàn quân Phổ rút khỏi Pháp.
Cuối thập niên 1990, một mạng lưới các nhà thiên văn học khắp thế giới đã thu thập các dữ liệu về đường cong ánh sáng để rút ra tình trạng quay tròn và các kiểu hình dạng của 10 tiểu hành tinh, trong đó có 125 Liberatrix.
Tới nay, đã có ít nhất 2 lần Liberatrix che khuất một ngôi sao được quan sát thấy. Đường cong ánh sáng của nó có biên độ lớn, cho thấy là nó có dạng thuôn dài và không đều. Vào đầu ngày 11 tháng 12 năm 2014, Liberatrix đã che khuất một ngôi sao có cường độ cấp 9 và sẽ xuất hiện trên phần lớn Nam California và một vùng Mexico.